# Kříž smíření
Kříž smíření je památník, který byl odhalen u příležitosti 400. výročí Bitvy na Bílé hoře v Aleji Českých exulantů v Ruzyni, městské čtvrti Prahy 6. Autorem díla je řeholník benediktinského řádu Abraham Fischer z německého opatství Königsmünster. A. Fischer je zároveň uměleckým kovářem a se svými spolubratry památník nainstaloval. Kříž byl slavnostně odhalen dne 8. listopadu 2020.
Kříž smíření představuje podle Mons. Jana Graubnera, pražského arcibiskupa a předsedy České biskupské konference, usmíření mezi v minulosti znepřátelenými skupinami.

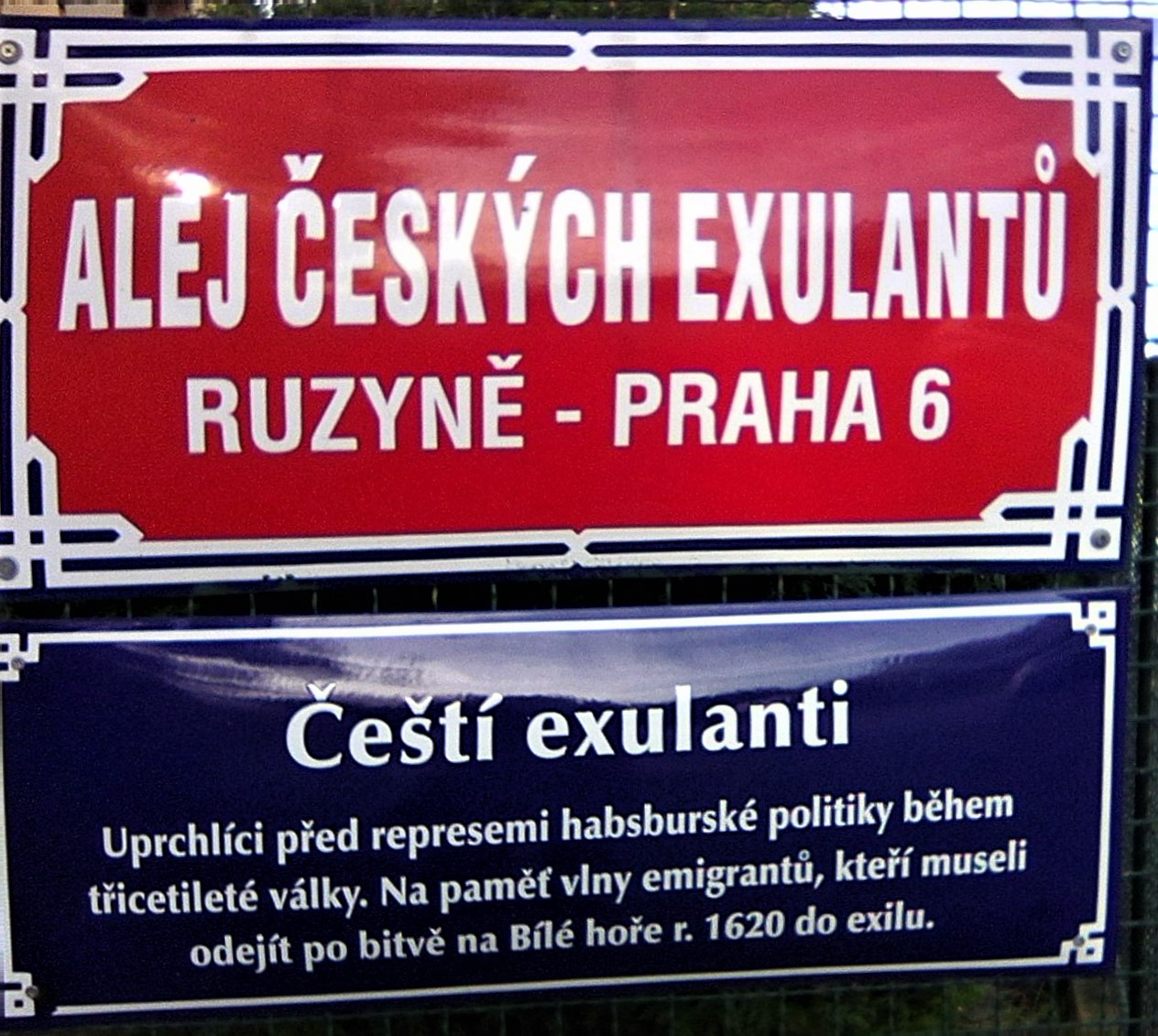

Název ulice a vysvětlující cedule pojmu exulanti vymezuje vyhnance i utečence jen na období třicetileté války a jednu část zemí Koruny české. Tedy převážně na Pražany, na jejichž konfiskátech byla postavena např. kaple Panny Marie Loretánské.